# Jacques Charles François Sturm
Jacques Charles François Sturm (Genebra, 29 de setembro de 1803 — Paris, 15 de dezembro de 1855) foi um matemático francês, de origem alemã.

## Vida
Sua família é originária de Estrasburgo e emigrou por volta de 1760. Em 1818 Sturm começa a assistir as aulas da Academia de Genebra. Em 1819 a morte de seu pai o força a dar aulas para crianças de famílias ricas, para sustentar sua família. Em 1823 torna-se tutor do filho da Madame de Staël. No final do mesmo ano, Sturm permaneceria um curto período em Paris, acompanhando a família de seu tutorado. Foi então que decidiu, junto com seu colega de escola Jean-Daniel Colladon, tentar a sorte em Paris, onde conseguiu um emprego na Bulletin universel.
Em 1826 Sturm e Colladon realizaram a primeira determinação experimental da velocidade do som na água.
Em 1829 descobriu um teorema que diz respeito à determinação do número de raízes reais de uma equação numérica incluídas entre limites dados, o qual levou o seu nome.
No ano seguinte, Sturm acabou beneficiado com a revolução de 1830, visto que sua fé protestante deixou de ser um obstáculo para conseguir emprego em colégios públicos. No final daquele ano, foi indicado como professor de Mathématiques Spéciales do collège Rollin.
Foi escolhido para ser membro da Académie des Sciences em 1836, preenchendo a cadeira de André-Marie Ampère. Tornou-se répétiteur em 1838, e professor da École Polytechnique em 1840. Nesse mesmo ano, após a morte de Simeon Denis Poisson, foi indicado como professor de mecânica clássica da Faculté des Sciences de Paris.
Suas obras, Cours d'analyse de l'école polytechnique (1857-1863) e Cours de mécanique de l'école polytechnique (1861) publicadas após sua morte, ocorrida em Paris, foram constantemente republicadas.
Sturm foi o co-epônimo da teoria de Sturm-Liouville, junto com Joseph Liouville. O teorema de Sturm é um resultado fundamental para provar a existência de zeros reais de funções.
Seu nome faz parte da lista dos 72 nomes esculpidos na Torre Eiffel.

## Obra
- Cours d'analyse de l'Ecole polytechnique. Primeiro tomo (Gauthier-Villars, 1877)
- Cours d'analyse de l'Ecole polytechnique. Segundo tomo (Gauthier-Villars, 1877)
- Cours de mécanique de l'Ecole polytechnique (Gauthier-Villars, 1883)

## Distinções e prêmios
- Grand prix de Mathématiques (4 de dezembro de 1834)
- Medalha Copley da Sociedade Real de Londres
- Officier de la Légion d'Honneur (1837)
- membro da academia de Berlim (1835)
- membro da academia de Saint-Petersburg (1836)
- membro da Sociedade Real de Londres (1840)